# ماركوس بيرغر
جوهانس بيرغر (بالألمانية: Markus Berger)‏ (و. 1985  م) هو لاعب كرة قدم، من النمسا، ولد في سالزبورغ، يلعب كمُدَافِع.

## روابط خارجية
- ماركوس بيرغر على موقع اتحاد أوكرانيا (الإنجليزية)
- ماركوس بيرغر على موقع قاعدة بيانات كرة القدم.إي يو (الإنجليزية)
- ماركوس بيرغر على موقع Soccerway.com (الإنجليزية)
- ماركوس بيرغر على موقع عالم كرة القدم.نت (الإنجليزية)
- ماركوس بيرغر على موقع AS.com (الإسبانية)